# Free Derry

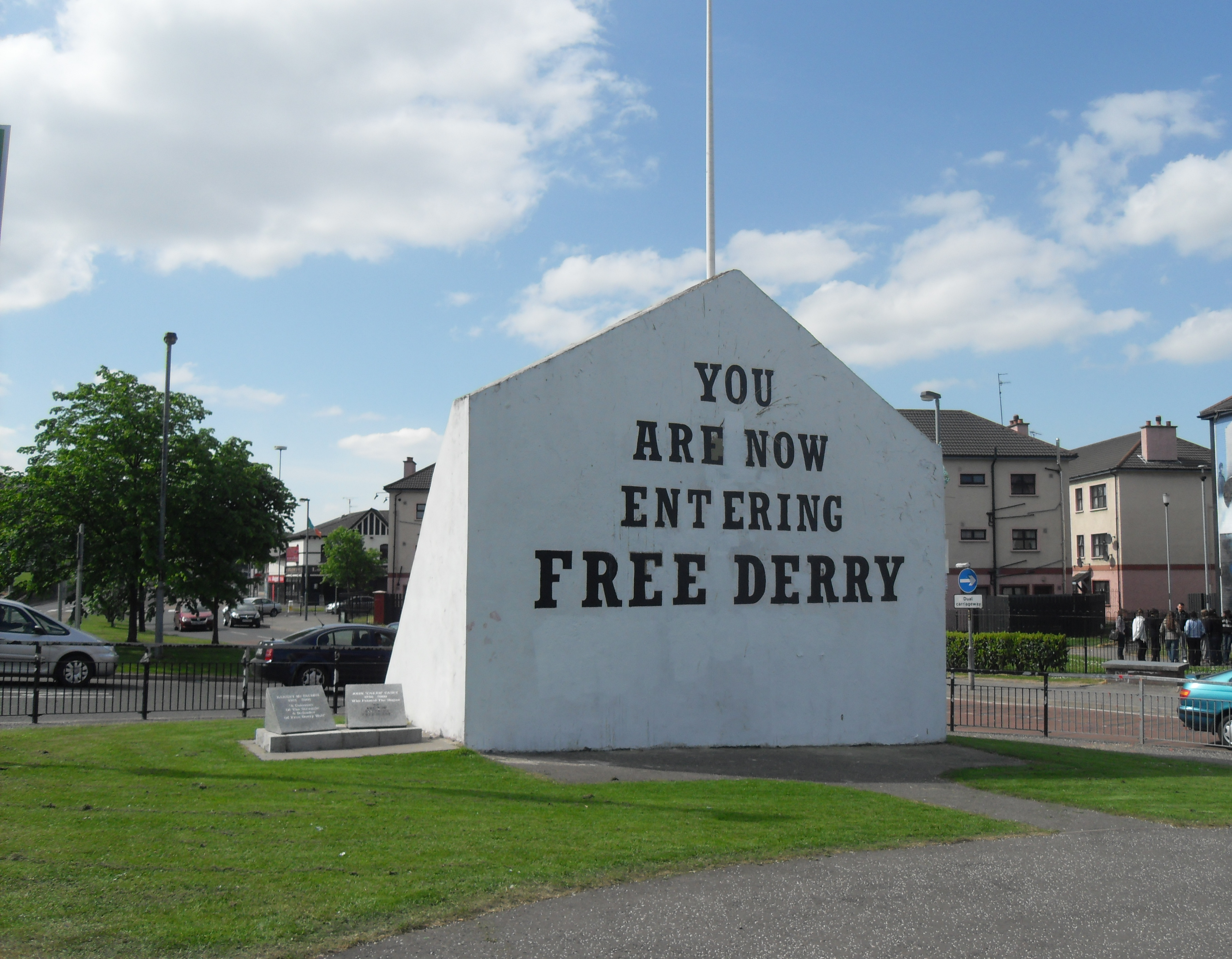
Il Free Derry Corner

Free Derry (in irlandese: SaorDhoire) è stata un'area autonoma auto-dichiarata nella città di Derry, esistita tra il 1969 ed il 1972 nel contesto del Conflitto nordirlandese.
Il termine prende origine dalla scritta dipinta nel gennaio 1969 sulla parete di un edificio del Bogside, che recita: You are now entering Free Derry (State entrando nella Libera Derry).
Il nome deriva dal suo status di zona "chiusa" (no-go area) per le forze britanniche: la Royal Ulster Constabulary (RUC), la Ulster Special Constabulary e più tardi la stessa British Army. Per tutto il periodo, ad intermittenza, la zona ha avuto come unica autorità quella data dai residenti stessi, organizzati in pattuglie. Sia Official IRA che la Provisional Irish Republican Army erano attivi in Free Derry.